# Schwartzkopff-Eckhardt-Lenkgestell

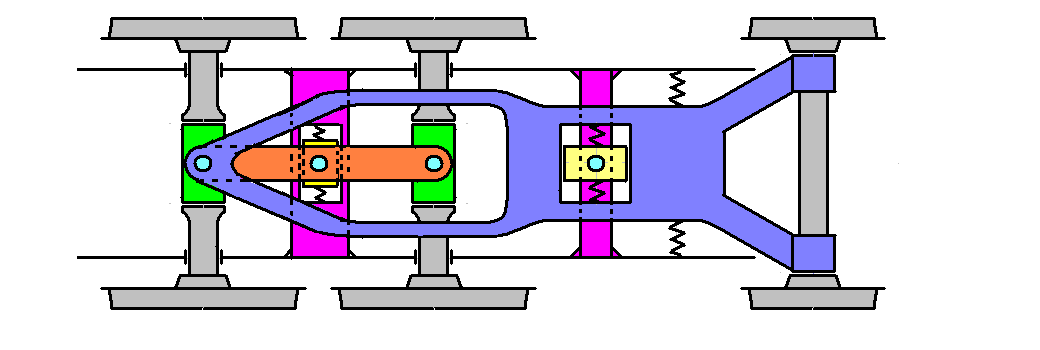
Schema eines Schwartzkopff-Eckhardt-Lenkgestells

Ein Schwartzkopff-Eckhardt-Lenkgestell (auch Schwartzkopff-Eckhardt-Gestell) ist ein mechanisches Bauteil zur Verbesserung der Kurvenläufigkeit, welches bei Dampflokomotiven verwendet wird. Benannt wurde es nach der Lokomotivfabrik Berliner Maschinenbau-Actien-Gesellschaft vormals L. Schwartzkopff und deren Chefkonstrukteur Friedrich Wilhelm Eckhardt.

## Beschreibung
Das Schwartzkopff-Eckhardt-Lenkgestell ist eine Weiterentwicklung des Krauss-Helmholtz-Lenkgestells, wobei zwei Kuppelachsen und die Laufachse eines Fahrzeugs zum Lenkgestell zusammengefasst werden. Die Laufachse lenkt über eine lange Deichsel die zweite Kuppelachse an, diese verschiebt über Beugniot-Hebel die erste Kuppelachse. Angewendet wurden diese Lenkgestelle bei der Baureihe 84.
Die Dampflokomotiven der Baureihe 99.23–24 besitzen ein Krauss-Helmholtz-Lenkgestell sowie zwischen dem ersten und zweiten Kuppelradsatz zusätzliche Beugniot-Hebel. Für diese Konstruktion wird vereinzelt die fachlich falsche Bezeichnung Schwartzkopff-Eckhardt-Lenkgestell II verwandt.

### Funktionsschema
In dem Schema sind rechts die Laufachse und links die beiden Kuppelachsen dargestellt. Die blauviolette Deichsel verbindet die Laufachse mit der linken Kuppelachse. Die Deichsel ist mit einem Drehzapfen in dem rotvioletten Rahmensteg zwischen Kuppelachsen und Laufachse gelagert. Da der Drehpunkt der Deichsel nicht mit dem Drehzapfen zusammenfällt, ist die Verbindung verschiebbar und wird durch Federn zentriert. Die linke Kuppelachse ist wiederum über den orangefarbenen Hebel mit der mittleren Kuppelachse verbunden. Der orangefarbene Hebel ist über den rotvioletten Rahmensteg zwischen den Kuppelachsen mit dem Rahmen verbunden. Diese Verbindung ist ebenfalls seitenverschiebbar und wird durch Federn zentriert. Somit ist der komplette Radsatz seitlich verschiebbar und durch Federn zentriert. Durch geschickte Wahl der Federn und der Federkennlinien werden die Seitenführungskräfte gleichmäßig auf die Räder verteilt und der Verschleiß minimiert.

### Kurvenfahrt
Angenommen, die Fahrtrichtung ist nach rechts und die Laufachse somit vor den Kuppelachsen angeordnet, so wird bei einer Kurvenfahrt nach rechts die Laufachse nach rechts ausgelenkt und radial geschwenkt. Dabei wird die in violett dargestellte Deichsel ebenfalls ausgelenkt. Diese verschiebt die hintere Kuppelachse nach links und über die Federn den Lokomotivrahmen in kleinerem Maß nach rechts. Über den orangefarbenen Hebel wird die mittlere Kuppelachse ebenfalls nach rechts ausgelenkt.